# 草地负鼠属

草地負鼠屬（Lestodelphys，草地負鼠），哺乳綱的一屬，而與草地負鼠屬（草地負鼠）同科的動物尚有粗尾負鼠屬（粗尾負鼠）、袋負鼠屬、蹼足負鼠屬（蹼足負鼠）等之數種哺乳動物。